# Покровський Красногірський жіночий монастир
Покровський Красногірський жіночий монастир УПЦ (МП) — православна обитель розташована на Черкащині, поблизу міста Золотоноші. Належить до Черкаської єпархії УПЦ (МП).

## Історія

### Заснування
За переказами, відлюдне життя в Красногір'ї на місці майбутнього монастиря започаткував чернець із Константинополя приблизно наприкінці XVI — на початку XVII століття. Йому в сні явилась Цариця Небесна, повеліла відправитись на Руську землю та вказала місце майбутнього монастиря в горі біля Золотоноші. Першою обителлю візантійського ченця стала викопана ним самим печера. Невдовзі про монаха стало відомо господарю тієї землі — козаку Івану Шебету-Слюжці, який вирішив перетворити Красну гірку, як називали її місцеві мешканці, в гору Божу — заснувати тут святу обитель. Ця вість невдовзі облетіла навколишні села і до першого поселенця стали приєднуватися охочі присвятити своє життя Богу.

### Чоловічий монастир

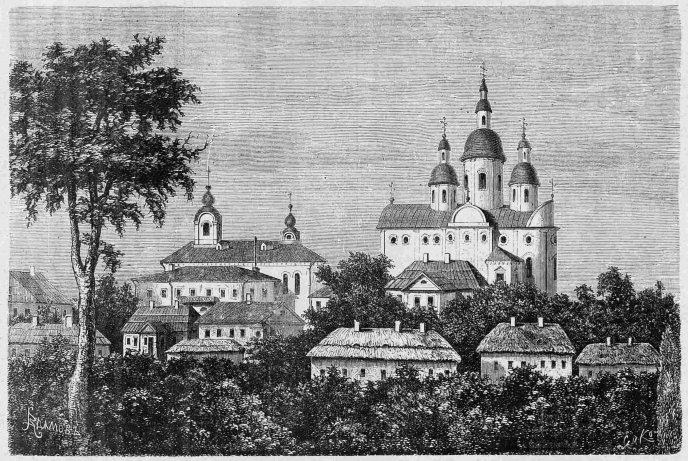
Вигляд Красногірського монастиря. XIX сторіччя.

Із часом благочестива братія збудувала перший храм із верболозу на честь великомученика Георгія Переможця. Але простояла ця церква недовго. Новий храм вистроїли козаки, який також назвали на честь святого Георгія. У 1680 — 1687 роках був побудований Покровський дерев'яний теплий храм. Нинішній кам'яний Покровський храм був побудований у 1859 році, при ігуменії Анатолії І. Кам'яний Спасо-Преображенський собор був побудований у 1767 — 1771 роках за проектом українського архітектора Івана Григоровича-Барського за кошти святителя Софронія, єпископа Іркутського.
За переказами, першим ігуменом монастиря був отець Іосиф (Григорович). Монастирський синодик зберіг імена і інших ігуменів: Іоіль, Гавріїл, Рафаїл, Герман, Дамаскін, Досіфей. Останнім настоятелем був архімандрит Іоіль. Красногірський монастир залишався чоловічим до кінця XVIII століття.
Засновані українським козацтвом монастирі були не лише твердинею віри православної, а й осередками вченості, мудрості та джерелом знань, у тому числі й у військовій сфері. Саме монастирі зберігали й поширювали козацьку військову науку. Виконували козацькі монастирі й ряд інших функцій — кожна така свята обитель була водночас і фортецею, і шпиталем для поранених та хворих, і притулком для старих немічних козаків. Саме тому, поневоливши Україну, російський царат не міг миритися з існуванням козацьких монастирів. Їх закривали, а багато з них із часом перетворили на жіночі — менш небезпечні для нових московських господарів. Така ж доля спіткала й Красногірську обитель.

### Жіночий монастир

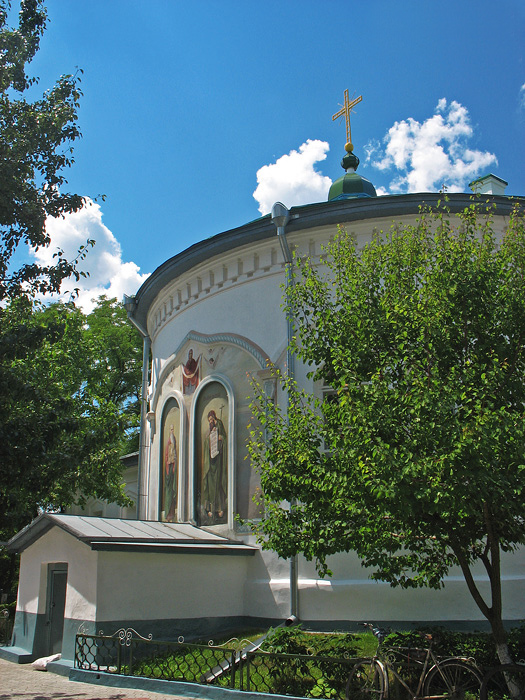
Покровська церква

У 1786 році, після виходу ряду царських указів про секуляризацію монастирських земель і скорочення числа монахів, Красногірський монастир був виведений зі штату монастирів. Але вже в 1790 році Указом Святійшого Синоду на його місце було переведено Київський Іоанно-Богословський дівичий монастир. З тих пір обитель існує, як жіноча.
Першою настоятелькою Красногірського монастиря була ігуменя Макрина (1789 — 1795), потім монастирем керували ігумені Стефанида, Феодотія, Тавіфа, Варсонофія, Клеопатра, Анатолія I, Анатолія II, Олімпіада, Ангеліна і Нонна. Ігуменя Нонна залишила по собі особливу пам'ять. Дякуючи її високим духовним якостям, роки її настоятельства (1900 — 1917) рахуються часами найбільшого розквіту обителі. За час її керівництва кількість послушниць зросла до 750-ти. Після її смерті і до його закриття радянською владою монастирем керувала ігуменя Леонілла.
1922 року більшовики пограбували й закрили Красногірський монастир, вигнавши понад 700 черниць та послушниць. На території обителі розташувався інвалідний будинок, а всі святині були передані до Черкаського міського музею.

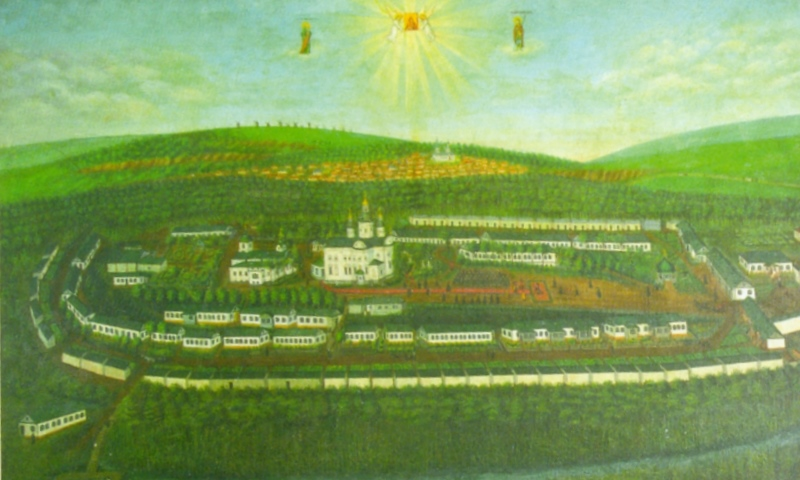
Вигляд монастиря. Малюнок початку ХХ сторіччя.

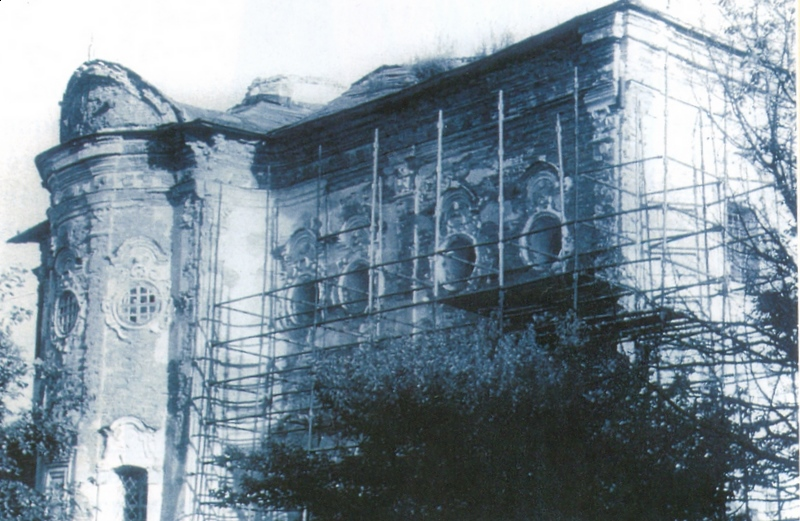
Руїни Спасо-Преображенського собору. Радянська доба.

Відновлення монастиря збіглося з початком війни з нацистською Німеччиною, у листопаді 1941 року. В обителі тоді було близько півтора десятка черниць, які заробляли собі на прожиття тим, що наймалися на важку поденну роботу до селян із Бакаївки та Антипівки. Значне поповнення черниць відбулося на початку 60-х років XX століття, під час чергової хвилі гонінь на церкву. З ліквідованих монастирів сестри сходилися в Красногірський, закривати який влада не стала. Відтоді інокині обителі безперервно звершують тут свій чернечий подвиг.
Починаючи з 1941 року, монастирем керували ігумені: Анатолія (1941–1947), Філадельфа (1947–1961), Євфалія (1961–1962), Лідія (1962–1968), Іларія (1969–1989), Августа (1990–1996). З січня 1997 до 1 жовтня 2019  року настоятелькою Красногірського монастиря є ігуменя Агнія (Міняйло). З 8 грудня 2019 року настоятелькою Красногірського монастиря є ігуменя Арсенія.
Остаточне відродження монастиря почалося наприкінці перебудови. Нині там постійно мешкає 99 черниць і послушниць, не рахуючи тих, які проходять випробувальний термін перед довічним поселенням в обителі.
У 2003 році, за клопотанням архієпископа Черкаського і Канівського Софронія та за підтримки мерії Золотоноші, монастирю була повернена земля, що належала йому до 1922 року.

## Ікони

Ікона Божої Матері, Дубенська

Першу красногірську ікону Богородиці чернець вирізав на корі дерева. Саме тому вона дістала назву «Корецька». У подальшому цей образ був розписаний фарбами та прикрашений срібною ризою. Після розорення монастиря в 1922 році ця ікона була втрачена.
Незабаром на дубі з'явилася інша ікона Божої Матері, названа «Дубенською» від слова «дуб», яка явила себе чудотворною й досі є головною святинею Красногірської обителі (пізніше образ розписали фарбами й прикрасили ризами).

## Монастирські будні
Підйом о 4.30 ранку. З 5-ї години починається спільна ранкова молитва, а після неї — літургія, яка триває з 8-ї до 10-ї години. Після цього — трапеза. Далі — послух, себто кожна черниця йде виконувати ту роботу, яку їй доручили. Обід о 15.00, після якого знову послух до 18-19-ї години. Потім — знову спільна молитва до 21.00. Решта часу — дозвілля й відпочинок.
Черниці й послушниці забезпечують самі себе всім необхідним. Вони обробляють городи (близько 3 га поля та 2 га сінокосу), вирощують овочі, заготовляють сіно, доглядають корів. У господарстві монастиря є пасіка.
Їсти м'ясо сестрам забороняє монастирський статут. На трапезу запрошують усього двічі на день, але кожний їсть тут стільки, скільки бажає. Трапезну не зачиняють до пізнього вечора. Багато мирян щодня приходять у монастир поїсти.
Нещодавно районна рада передала монастирю приміщення колишньої школи-інтернату для розумово відсталих дітей. Тепер монастир із допомогою мирян, на місці старих, аварійних приміщень будує нові та облаштовує територію для скита.